# Giuseppe Zangara
Giuseppe Zangara (né à Ferruzzano, Italie, le 7 septembre 1900 et mort exécuté à Raiford, Floride, États-Unis, 20 mars 1933) est un anarchiste italien naturalisé américain en 1929 qui assassina le maire de Chicago, Anton Cermak et tenta d'assassiner le président élu Franklin Delano Roosevelt, lors de l'attentat du 15 février 1933, à Bayfront Park, dans la ville de Miami en Floride.

## Jeunesse
Zangara est né à Ferruzzano en Calabre. Il travaille comme apprenti maçon et vers la fin de la Première Guerre mondiale, il entre dans l'armée, où il restera cinq années, et sert dans les Alpes tyroliennes, avant d'émigrer aux États-Unis avec son oncle, Vincent Cafaro, à bord du Martha Washington, en 1923. Il s'installe à Paterson dans le New Jersey et obtient la citoyenneté américaine, le 11 septembre 1929.

## Problèmes de santé
Zangara, souffre de douleurs abdominales chroniques qui seront plus tard attribuées à des adhérences de la vésicule biliaire. Elles seront citées comme une cause aggravante de son délire mental. Il lui devient de plus en plus difficile de travailler en raison de la dégradation de son état physique et psychique. Il en vient à imaginer que le président des États-Unis est à l'origine de sa souffrance. Peu avant de devenir citoyen américain, on diagnostique chez Giuseppe une appendicite et il subit une appendicectomie en 1926.
Il est, en outre, un homme très solitaire, son état de santé et son humeur farouche conduisent les autres à s'écarter de lui. Certaines sources indiquent que Zangara est d'une nature envieuse et qu'il souhaite la mort de tous les « présidents et rois capitalistes ». Il commence alors à imaginer un plan pour assassiner le président Herbert Hoover, mais Franklin Delano Roosevelt est élu avant que Zangara ne puisse mener son projet à bien. Il dira plus tard, « Hoover ou Roosevelt - tous les mêmes ».

## L'attentat
Le 15 février 1933, Roosevelt fait un discours à Bayfront Park dans la ville de Miami, en Floride, où vit Zangara. Ce dernier achète un calibre .32 chez un prêteur sur gage et se joint à la foule. Cependant, comme il est de petite taille, il lui est impossible d'apercevoir l'orateur. Il grimpe donc sur une chaise en métal pliante et peut enfin apercevoir sa cible et tire, par-dessus le chapeau de Lilian Cross, une femme médecin. Après son premier coup, Lilian Cross et d'autres spectateurs tentent de se saisir de son arme, mais il parvient encore à tirer cinq coups de feu avant d'être maîtrisé. Il a manqué le président élu, mais il a touché cinq autres personnes, dont le maire de Chicago Anton Cermak, qui était assis à côté de Roosevelt et qui mourut de ses blessures trois semaines plus tard. En route pour l'hôpital, Cermak aurait dit à Roosevelt, « I'm glad it was me and not you, Mr. President » (« Je suis heureux que ce fût moi et non vous, Monsieur le Président »). Ces mots sont inscrits sur une plaque commémorative à Bayfront Park.

## Jugements

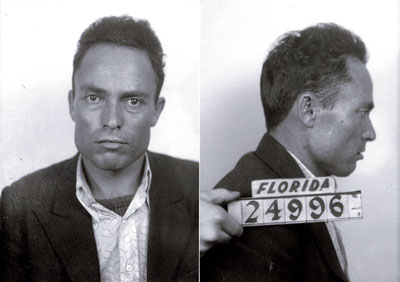
Photographie d'identité judiciaire de Giuseppe Zangara.

Dans la prison du palais de justice du comté de Dade, Zangara confesse : « Je suis désolé de ne l'avoir pas tué. » Puis il ajoute : « Je veux tuer tous les présidents - tous les responsables. Je ne sais pas si j'ai, ou non, atteint M. Roosevelt, mais je veux qu'il soit clair que je ne le hais pas personnellement. Je hais tous les présidents, d'où qu'ils soient, exactement comme je hais tous les responsables et tous les gens riches. » Il plaide coupable de quatre chefs d'inculpation pour tentative de meurtre. Le juge a demandé à une commission de psychiatres de se prononcer. Ils ont décrit Zangara comme une « personnalité psychopathe ». Quand le juge Ernest Clyde Collins l'interroge quant à ses motifs, il répond : « Tout le temps, mes pensées sont dans mon estomac... Quand j'ai mal à l'estomac, quand ça vient ; dans ma tête, c'est comme si je n'étais plus là. Voyez-vous je souffre tout le temps et je souffre parce que mon père m'a envoyé travailler alors que je n'étais qu'un petit enfant, gâchant mon existence. Si je ne souffrais pas, je n'aurais pas de troubles. Je ne tuerais pas de président. Il m'est venu à l'esprit que les capitalistes étaient la cause des maux des pauvres gens ». Le 20 février 1933, il est condamné à quatre-vingts ans de travaux forcés pour quatre chefs d'accusation de tentative de meurtre. À la lecture du verdit, il déclare à Collins : « Allons juge, ne soyez pas pingre. Donnez moi cent ans. ». Collins, conscient de l'état de santé délétère de Cermak, lui répond : « peut-être que tu auras plus ».
Cermak meurt d'une péritonite, dix-neuf jours plus tard, le 6 mars, deux jours après la prestation de serment de Roosevelt. Il est le seul à avoir succombé aux coups de feu. Zangara est alors immédiatement inculpé de meurtre au premier degré. Ayant eu l'intention de commettre un meurtre, le fait que sa cible ne soit pas la victime n'influence pas le chef d'accusation. Le 6 mars 1933, il plaide coupable et est condamné à la peine de mort par électrocution le lendemain. À l'énoncé de la sentence, il déclare : « Eh bien, je n'ai pas peur de la chaise électrique car je pensais qu'il était juste de tuer le président... et vous êtes un homme malhonnête, car seul un homme malhonnête me mettrait sur la chaise électrique. »

## Exécution
Le 13 mars 1933, le gouverneur de Floride, David Sholtz (en), signe l'ordre d'exécution de Zangara. Le 20 mars 1933, après seulement dix jours passés dans le couloir de la mort, Zangara est exécuté à la ferme pénitentiaire de Floride (en), près de Raiford. En entrant dans la salle d'exécution (en), il se libère de ses gardiens en disant : « Je ne crains pas la chaise électrique. Regardez ! » puis il marche jusqu'à la chaise et s'y assoit. En regardant les trente témoins qui vont assister à son exécution, il dit : « Pas de film ? Où sont les caméras pour me prendre en photo ? Bande de truands. » Ses derniers mots furent : « Addio au monde entier. Pousse le bouton ! ». Le shérif du comté de Dade, Dan Hardie, obtempère à 9 h 17 et Zangara est déclaré mort à 9 h 27. Selon le surintendant de la prison, Leonard Fielding Chapman, l'exécution s'est déroulée sans accroc : « Pas de fumée, pas de chair brûlée, pas d'odeur. Juste un corps rigide et rapidement la mort. Les témoins sont silencieux. Les journalistes prennent des notes. ». Moins de cinq semaines se sont écoulées entre le crime de Zangara et son exécution, un record aux États-Unis au XXe siècle, qui a parfois été comparé à un « lynchage légal »,.
Après son décès, le psychiatre américain d'origine suisse Adolf Meyer a mené une étude de neuf mois sur le cerveau de Zangara.

## Controverse sur la cible
Raymond Moley, un criminologue réputé avait eu un entretien détaillé avec Zangara. Il en conclut qu'il ne faisait pas partie d'un complot, et que son intention était bien de tirer sur Roosevelt. La plupart des historiens approuvent les conclusions de Moley. Cependant la théorie du complot et les rumeurs, à cette époque à Chicago, veulent que Zangara ait été un tueur à gage embauché par le parrain du crime organisé de Chicago, Frank Nitti, pour faire diversion, alors qu'un second tireur aurait exécuté le maire Cermak, qui était alors l'ennemi mortel de la pègre de Chicago. Zangara aurait été tireur d'élite dans l'armée italienne avant d'émigrer aux États-Unis, ce qui conduisit certains à spéculer que Cermak était bien, après tout, la cible,.

## Œuvres de fiction
Zangara est l'un des assassins décrit par Stephen Sondheim et John Weidman dans leur comédie musicale Assassins. La chanson relatant sa tentative d'assassinat, How I Saved Roosevelt, reprend les dernières paroles de Zangara sur la chaise et se termine par son électrocution.
Dans le roman de Philip K. Dick, Le Maître du Haut Château et dans celui de Jack Womack, Terraplane, Zangara parvient à assassiner Roosevelt. Dans les deux cas, il en résulte l'arrivée au pouvoir de John Nance Garner, dont le « conservatisme fiscal » retarde la convalescence du pays après la Grande Dépression. Dans Le Maître du Haut Château, il en résulte une diminution des capacités militaires, conduisant à une victoire du Troisième Reich et de l'empire du Japon lors de la Seconde Guerre mondiale, alors que dans Terraplane, elle se termine par la survivance du régime nazi conduit par Albert Speer et par la défaite du Japon grâce à quatorze bombes atomiques larguées sur les îles nippones.
La série télévisée Les Incorruptibles dans sa première saison (1959-1960) évoque cette affaire dans deux épisodes intitulés Tueur sans gages - 1re et 2e partie (The Unhired Assassin). Ce fait historique est ainsi relié à la saga des démêlès du célèbre Eliot Ness contre la pègre des États-Unis et en particulier avec les crimes attribués au non moins célèbre Frank Nitti, cousin d'Al Capone.

## Sources
- Sudipta Bardhan-Quallen, Franklin Delano Roosevelt : a national hero, New York : Sterling Pub. Co., 2007.  (ISBN 9781402747472)
- Gene M Burnett, Florida's past : people and events that shaped the state, Englewood, Fla. : Pineapple Press, 1986.  (ISBN 9780910923279)
- Robert J Donovan, The assassins. New York, Harper, 1955. (OCLC 272384)
- Alex Gottfried, Boss Cermak of Chicago; a study of political leadership. Seattle, University of Washington Press, 1962. (OCLC 479002)
- Curt Johnson, The wicked city : Chicago from Kenna to Capone, New York : Da Capo Press, 1998.  (ISBN 9780306808210)
- Joseph T McCann, « The Case of Giuseppe Zangara » dans Terrorism on American soil : a concise history of plots and perpetrators from the famous to the forgotten, Boulder : Sentient Publications, 2006.  (ISBN 9781591810490)
- Raymond Moley, The first New Deal, New York, Harcourt, Brace & World, 1966. (OCLC 466281)